# Nycteribia
Nycteribia is een vliegengeslacht uit de familie van de luisvliegen (Hippoboscidae).

## Soorten
- N. kolenatii Theodor & Moscona, 1954
- N. latreillii (Leach, 1817)
- N. pedicularia Latreille, 1805
- N. schmidlii Schiner, 1853
- N. vexata Westwood, 1835